# Stylochaeton milneanum
Stylochaeton milneanum là một loài thực vật có hoa trong họ Ráy (Araceae). Loài này được Mayo miêu tả khoa học đầu tiên năm 1985.